# Ah Young
Ah Young, pseudonimo di Cho Ja-young (조자영?, 趙慈英?, Jo Ja-yeongLR, Cho Cha-yŏngMR; Seul, 26 maggio 1991), è una cantante e attrice sudcoreana, ex membro del gruppo k-pop Dal Shabet.

## Biografia
Ah Young è nata il 26 maggio 1991 a Seul, in Corea del Sud. Ha frequentato la Dongduk Women's University.

## Filmografia
- Wonderful Radio (원더풀 라디오?, Wondeopul radi-oLR), regia di Kwon Chil-in (2012)
- No Breathing (노브레싱?, No beuresingLR), regia di Jo Yong-sun (2013)
- 58nyeon gaetti (58년 개띠?), regia di Kim Tae-young (2014)